# E3 BinckBank Classic 2019
La 62.ª edición de la clásica ciclista E3 BinckBank Classic fue una carrera en Bélgica que se celebró el 29 de marzo de 2019 sobre un recorrido de 203,9 kilómetros con inicio y final en la ciudad de Harelbeke. 
La carrera formó parte del UCI WorldTour 2019, calendario ciclístico de máximo nivel mundial, siendo la undécima carrera de dicho circuito. El vencedor fue el checo Zdeněk Štybar del Deceuninck-Quick Step seguido de los belgas Wout van Aert del Jumbo-Visma y Greg Van Avermaet del CCC.

## Recorrido
La E3 Harelbeke dispuso de un recorrido total de 203,9 kilómetros con 15 cotas, igual que la edición anterior, sin embargo, manteniendo su mismo recorrido, donde los primeros 100 km no tienen mucha dificultad a excepción de las tres cotas en los kilómetros 28, 82 y 98 de carrera. Los últimos 106 km concentraron 13 subidas, donde se destacaba el Taaienberg, el Paterberg  con su pendiente del 12% y 20% de máximo y el Oude Kwaremont con sus 2200 metros de pavé y una pendiente media del 4,2%.
| Número | Nombre              | Km    | Longitud (m) | Pendiente media |
| ------ | ------------------- | ----- | ------------ | --------------- |
| 1      | Katteberg           | 28,5  | 750          | 11 %            |
| 2      | La Houppe           | 82,5  | 1880         | 10 %            |
| 3      | Hogerlucht          | 98,3  | 1350         | 4,5 %           |
| 4      | Knokteberg          | 108,5 | 1260         | 5,3 %           |
| 5      | Hotondberg          | 112,4 | 1200         | 4 %             |
| 6      | Kortekeer           | 119,5 | 1000         | 8 %             |
| 7      | Taaienberg          | 124,2 | 650          | 9,5 %           |
| 8      | Berg Ten Stene      | 132,1 | 1300         | 9 %             |
| 9      | Boigneberg          | 137,3 | 1000         | 13,3 %          |
| 10     | Stationberg         | 146,5 | 700          | 3,2 %           |
| 11     | Kapelberg           | 157,4 | 750          | 14 %            |
| 12     | Paterberg           | 161,5 | 700          | 12,9 %          |
| 13     | Oude Kwaremont      | 164,3 | 2200         | 11,6 %          |
| 14     | Karnemelkbeekstraat | 172,1 | 1530         | 14 %            |
| 15     | Tiegemberg          | 183,9 | 1000         | 9 %             |

## Equipos participantes
Tomaron parte en la carrera 25 equipos: 18 de categoría UCI WorldTeam; y 7 de categoría Profesional Continental. Formando así un pelotón de 175 ciclistas de los que acabaron 99. Los equipos participantes fueron:
| WorldTeams (18)- Deceuninck-Quick Step - Lotto Soudal - CCC Team - AG2R La Mondiale - Bora-hansgrohe - Team Jumbo-Visma - Movistar Team - Mitchelton-Scott - Astana - Bahrain-Merida - EF Education First - Groupama-FDJ - Dimension Data - Katusha-Alpecin - Sky - Team Sunweb - Trek-Segafredo - UAE Team Emirates Equipos continentales profesionales (7)- Direct Énergie - Sport Vlaanderen-Baloise - Wallonie Bruxelles - Wanty-Groupe Gobert - Cofidis, Solutions Crédits - Israel Cycling Academy - Roompot-Charles |
| |

## Clasificación final
- Las clasificaciones finalizaron de la siguiente forma:[4]

| \| Clasificación general \| Clasificación general \| Clasificación general \| Clasificación general \| Clasificación general \| \| Ciclista \| Ciclista \| Equipo \| Tiempo \| \| \| --------------------- \| --------------------- \| --------------------- \| --------------------- \| --------------------- \| \| 1.º \| Zdeněk Štybar \| Deceuninck-Quick Step \| 4 h 46 min 05 s \| \| \| 2.º \| Wout van Aert \| Team Jumbo-Visma \| + 0 s \| \| \| 3.º \| Greg Van Avermaet \| CCC Team \| + 0 s \| \| \| 4.º \| Alberto Bettiol \| EF Education First \| + 0 s \| \| \| 5.º \| Bob Jungels \| Deceuninck-Quick Step \| + 3 s \| \| \| 6.º \| Nils Politt \| Katusha-Alpecin \| + 1 min 04 s \| \| \| 7.º \| Matteo Trentin \| Mitchelton-Scott \| + 1 min 04 s \| \| \| 8.º \| Oliver Naesen \| AG2R La Mondiale \| + 1 min 04 s \| \| \| 9.º \| Jasha Sütterlin \| Movistar Team \| + 1 min 04 s \| \| \| 10.º \| Marc Hirschi \| Team Sunweb \| + 1 min 04 s \| \| |                   |                       |                 |
| |                   |                       |                 |
| Fuente: ProCyclingStats |                   |                       |                 |
| Clasificación general |                   |                       |                 |
| Ciclista | Ciclista          | Equipo                | Tiempo          |
| 1.º | Zdeněk Štybar     | Deceuninck-Quick Step | 4 h 46 min 05 s |
| 2.º | Wout van Aert     | Team Jumbo-Visma      | + 0 s           |
| 3.º | Greg Van Avermaet | CCC Team              | + 0 s           |
| 4.º | Alberto Bettiol   | EF Education First    | + 0 s           |
| 5.º | Bob Jungels       | Deceuninck-Quick Step | + 3 s           |
| 6.º | Nils Politt       | Katusha-Alpecin       | + 1 min 04 s    |
| 7.º | Matteo Trentin    | Mitchelton-Scott      | + 1 min 04 s    |
| 8.º | Oliver Naesen     | AG2R La Mondiale      | + 1 min 04 s    |
| 9.º | Jasha Sütterlin   | Movistar Team         | + 1 min 04 s    |
| 10.º | Marc Hirschi      | Team Sunweb           | + 1 min 04 s    |

## Ciclistas participantes y posiciones finales
Convenciones:
- AB-N: Abandono en la carrera
- FLT-N: Retiro por llegada fuera del límite de tiempo en la carrera
- NTS-N: No tomó la salida para la carrera
- DES-N: Descalificado o expulsado en la carrera

## UCI World Ranking
La E3 BinckBank Classic otorgó puntos para el UCI World Ranking para corredores de los equipos en las categorías UCI WorldTeam, Profesional Continental y Equipos Continentales. Las siguientes tablas son el baremo de puntuación y los corredores que obtuvieron puntos:
| Posición   | 1.º | 2.º | 3.º | 4.º | 5.º | 6.º | 7.º | 8.º | 9.º | 10.º | 11.º | 12.º | 13.º | 14.º | 15.º | 16.º-20.º | 21.º-30.º | 31.º-50.º | 51.º-55.º | 56.º-60.º |
| Puntuación | 400 | 320 | 260 | 220 | 180 | 140 | 120 | 100 | 80  | 68   | 56   | 48   | 40   | 32   | 28   | 24        | 16        | 8         | 4         | 2         |

| Clasificación |                   |                       |        |
| Ciclista      | Ciclista          | Equipo                | Puntos |
| ------------- | ----------------- | --------------------- | ------ |
| 1.º           | Zdeněk Štybar     | Deceuninck-Quick Step | 400    |
| 2.º           | Wout van Aert     | Jumbo-Visma           | 320    |
| 3.º           | Greg Van Avermaet | CCC                   | 260    |
| 4.º           | Alberto Bettiol   | EF Education First    | 220    |
| 5.º           | Bob Jungels       | Deceuninck-Quick Step | 180    |
| 6.º           | Nils Politt       | Katusha-Alpecin       | 140    |
| 7.º           | Matteo Trentin    | Mitchelton-Scott      | 120    |
| 8.º           | Oliver Naesen     | AG2R La Mondiale      | 100    |
| 9.º           | Jasha Sütterlin   | Movistar              | 80     |
| 10.º          | Marc Hirschi      | Sunweb                | 68     |